# Rząd Jana Kantego Steczkowskiego
Rząd Jana Kantego Steczkowskiego – Rada Ministrów Królestwa Polskiego pod przewodnictwem Jana Kantego Steczkowskiego, powołana 4 kwietnia 1918 r. przez Radę Regencyjną, zastępując Radę Kierowników Ministerstw, której przewodniczył Antoni Ponikowski.
29 kwietnia 1918 premier wystosował tajną notę do Państw Centralnych o konieczności budowy państwa w granicach Królestwa Polskiego. W nocie godził się na granicę z Ukraińską Republiką Ludową odpowiadającą strategicznym koniecznościom, na utratę czterech północnych powiatów guberni suwalskiej w zamian za rekompensatę na wschód od linii rzek Narew–Biebrza, deklarował zawarcie przymierza wojskowego i traktatu handlowego z Państwami Centralnymi, zapewniającego wolną żeglugę na Wiśle i dostęp w ten sposób Polski do morza. Tajna nota Steczkowskiego została opublikowana 25 sierpnia 1918 przez „Berliner Tageblatt”. Ujawnienie treści noty wywołało falę krytyki i oburzenia w społeczeństwie polskim, w konsekwencji 5 września 1918 był zmuszony podać się do dymisji z funkcji premiera.
W dniu 5 września 1918 r. Rada Regencyjna przyjęła dymisję Steczkowskiego oraz pozostałych członków jego gabinetu, polecając im dalsze prowadzenie czynności urzędowych. W dniu 22 września 1918 r. misję utworzenia rządu przyjął Jan Kucharzewski, otrzymując oficjalną nominację 2 października, jednak nie przystąpił on do formowania własnego gabinetu, nie brał udziału w posiedzeniach Rady Ministrów, jedynie podpisał orędzie Rady Regencyjnej z 7 października 1918 o niepodległości, a 9 października podał się do dymisji. Z dniem 23 października 1918 r. Rada Regencyjna powołała na stanowisko Prezydenta Ministrów (premiera) Józefa Świeżyńskiego, który sformował nowy gabinet.

## Skład
- Jan Kanty Steczkowski – Prezydent Ministrów (do 2 października 1918 r.), Minister Skarbu
- Antoni Ponikowski – Minister Wyznań Religijnych i Oświecenia Publicznego
- Jan Zagleniczny – Minister Przemysłu i Handlu – do 17 kwietnia 1918 r.
- Bohdan Broniewski – Minister Przemysłu i Handlu – od 17 kwietnia 1918 r.[7]
- Stanisław Dzierzbicki – Minister Rolnictwa i Dóbr Koronnych
- Jan Stecki – Minister Spraw Wewnętrznych
- Józef Higersberger – Minister Sprawiedliwości
- Witold Chodźko – Minister Zdrowia Publicznego, Opieki Społecznej i Ochrony Pracy[8]
- vacat – Minister Aprowizacji[9]

Funkcję Wiceprezydenta Ministrów pełnili Stanisław Dzierzbicki, w okresie od 27 lipca do 30 września 1918 r., oraz Bohdan Broniewski, w okresie od 30 września do 23 października 1918 r. W okresie od 10 do 23 października 1918 r. w zastępstwie Prezydenta Ministrów działał Wiceprezydent Ministrów Bohdan Broniewski.
Wraz z członkami Rady Ministrów Rada Regencyjna powołała 4 kwietnia 1918 r. Janusza Radziwiłła na stanowisko Dyrektora Departamentu Spraw Politycznych, zaś 17 kwietnia 1918 r. – Franciszka Radziwiłła na stanowisko Dyrektora Komisji Wojskowej. Razem z Radą Ministrów zostali oni odwołani 23 października 1918 r.